# Секуринега кущиста
Секуринега кущиста (Securinéga suffruticósa) — розлогий дводомний чагарник з численними прямими тонкими гілками, висотою до 1,5-3 м; вид роду Секуринега.

## Синоніми
- Acidoton flueggeoides (Müll.Arg.) Kuntze
- Acidoton ramiflorus (Aiton) Kuntze
- Flueggea flueggeoides (Müll.Arg.) G.L.Webster
- Flueggea japonica (Miq.) Pax
- Flueggea trigonoclada (Ohwi) T.Kuros.
- Flueggea trigonoclada (Ohwi) T.Kuros.
- Geblera chinensis Rupr.
- Geblera suffruticosa (Pall.) Fisch. & C.A.Mey.
- Geblera sungariensis Rupr.
- Phyllanthus fluggeoides Müll.Arg.
- Phyllanthus ramiflorus (Aiton) Pers.
- Phyllanthus trigonocladus Ohwi
- Securinega fluggeoides (Müll.Arg.) Müll.Arg.
- Securinega japonica Miq.
- Securinega multiflora S.B.Liang
- Securinega ramiflora (Aiton) Müll.Arg.
- Securinega suffruticosa (Pall.) Rehder
- Securinega suffruticosa var. amamiensis Hurus.
- Xylophylla parviflora Bellardi ex Colla
- Xylophylla ramiflora Aiton

## Розповсюдження
Росте в лісах маньчжурського типу, по сухих кам'янистих схилах, лісових узліссях, галявинах і мілинах лісових річок частіше поодиноко, рідше невеликими групами.
У дикій природі зустрічається на Далекому Сході — в Монголії, Китаї, Японії, Кореї, на Тайвані.
У 1980-х роках рослина успішно культивувалося на промислових плантаціях в Краснодарському краї, на південно-заході України, в Молдавії.

## Хімічний селад
Всі частини рослини містять алкалоїди (в листі — 0,38-0,8 %, у верхівках стебел — до 0,19 %), з яких найбільш вивчений секуринін (від 0,15 до 0,4 %), він добре розчинний в етанолі, хлороформі, важче — в ацетоні, етиловому і петролейному ефірах, важко розчинний у воді; утворює солі: нітрат, хлоргідрат, сульфат і пікрати.
У стеблах містяться дубильні речовини, крохмаль і амінокислоти — аргінін, глутамін, аланін, пролін, γ-аміномасляна кислота, тирозин, валін, лейцин. Найбільша кількість амінокислот спостерігається в період інтенсивного росту рослини. У медицині застосовують секуриніна нітрат, виділений з листя і зелених гілок.